# Iranski narodi
Iranski narodi, jedna od dviju glavnih grana indoiranskih naroda (druga je indoarijska ili indijska), od suvremenih jezikoslovaca podijeljenih na dvije jezične skupine, to su: a) zapadna sa sjeverozapadnom i jugozapadnom podskupinom, a govore ukupno 72 različita jezika i brojne dijalekte; b) istočna sa sjeveroistočnom i jugoistočnom podskupinom koji govore 13 različitih jezika a pripada joj i izumrli jezik avesta. Najbrojniji pripadnici iranskih naroda su Perzijanci.
U Istočne Irance pripadaju različiti narodi naseljeni na području Pamira, jugoistočna podskupina: Yazgulami (među kojima su i Sarikoli iz Kine i Shugni iz Tadžikistana), Munji iz Afganistana, Eshkashimi i Sanglechi iz Afganistana, i Wakhi i Yidghal (govore yidgha) iz Pakistana; narodi Pašto ili Afganci iz Afganistana i Pakistana. U sjeveroistočne pripadaju pripadaju manje skupine u Tadžikistanu (Yagnobi) i Oseti u Gruziji.
U zapadne Irance pripadaju brojni narodi rašireni po Pakistanu i Iranu, tu su Sjeverozapadni, viz.: Baludži, Gilaki, Mazanderani, Kurdi, Ormuri, Parachi, Tališi, Zaza, Lasgerdi, Dezfuli, Sangisari, Sorkhei, Karingani, Laki, Sivandi, Nayini, Shahmirzadi, Astiani, Khunsari, Vafsi, Soi, Gozarkhani, Razajerdi, Rudbari, Shahrudi, Takistani, Maraghei, Kajali, Kabatei, Gurani, Bajelani, Khalaj, etc. U Jugozapadne (Iran, Afganistan i drugdje) pripadaju: Bakhtiari, Luri, Tati, Tadžici, Pahlavani, Aimaq, etc.